# Mae Chai (huyện)
Mae Chai (tiếng Thái: แม่ใจ) là một huyện (amphoe) thuộc tỉnh Phayao ở phía bắc Thái Lan.

## Lịch sử
Huyện Mae Chai bị giải thể ngày 23 tháng 12 năm 1917 và đã được nhập vào huyện Mueang Phan. Đơn vị này đã được tái lập một tiểu huyện (King Amphoe) ngày 24 tháng 1 năm 1963. Đơn vị này đã được nâng cấp thành huyện ngày 28/7/1965. Huyện được chuyển từ tỉnh Chiang Rai sang tỉnh Phayao mới thành lập năm 1977.

## Địa lý
Huyện nằm ở thung lũng thượng của sông Ing. Phía tây thị xã Mae Chai là núi Doi Luang, nơi có Vườn quốc gia Doi Luang. Phía đông là hồ chứa nước Nong Leang Sai. Vườn quốc gia Mae Puem bảo vệ rừng đặc dụng Mae-puem và Dong Pra-doo.
Các huyện giáp ranh (từ phía bắc theo chiều kim đồng hồ): Phan và Pa Daet thuộc tỉnh Chiang Rai, Mueang Phayao thuộc tỉnh Phayao, Wang Nuea thuộc tỉnh Lampang.

## Hành chính
Huyện này được chia thành 6 phó huyện (tambon), các đơn vị này lại được chia ra thành 65 làng (muban). Thị trấn (thesaban tambon) Mae Chai nằm trên một phần của tambon Mae Chai and Si Thoi. Có 6 Tổ chức hành chính tambon.
| STT | Tên         | Tên tiếng Thái | Số làng | Dân số |  |
| --- | ----------- | -------------- | ------- | ------ |  |
| 1.  | Mae Chai    | แม่ใจ           | 10      | 5.094  |  |
| 2.  | Si Thoi     | ศรีถ้อย          | 13      | 7.267  |  |
| 3.  | Mae Suk     | แม่สุก           | 10      | 5.830  |  |
| 4.  | Pa Faek     | ป่าแฝก          | 10      | 5.538  |  |
| 5.  | Ban Lao     | บ้านเหล่า        | 14      | 8.219  |  |
| 6.  | Charoen Rat | เจริญราษฎร์      | 8       | 4.141  |  |